# Stuart Tinney
Stuart Brian Tinney (7 dicembre 1964) è un cavaliere australiano.
Ha vinto la medaglia d'oro olimpica nell'equitazione alle Olimpiadi 2000 di Sydney, in particolare nella gara di concorso completo a squadre.
Ha partecipato anche alle Olimpiadi 2004.

## Palmarès
- Olimpiadi

Sydney 2000: oro nel completo a squadre.
Rio de Janeiro 2016: bronzo nel completo a squadre.